# まぼろしパンティ
『まぼろしパンティ』は、原作：高円寺博、作画：永井豪で「月刊少年ジャンプ」1981年1月号から1982年5月号まで全17話が連載されていた少年漫画。また、同作品に登場するヒロインの名前。

## 概要
「けっこう仮面」の姉妹編であり、オッパイもろ出しの覆面ヒロインが毎回登場する他作品パロディの敵キャラと戦う、という形式のお色気漫画である。「けっこう仮面」とは作中世界自体もつながっている。

作劇上の「けっこう仮面」との明確な相違点は、まぼろしパンティの正体は作中人物たちには不明であるが読者には知らされていること、全裸ではなくパンティは履いていることがあげられる。

「まぼろしパンティ」はもともと、けっこう仮面に登場した敵の名前（桑田次郎の「まぼろし探偵」のパロディ。男性キャラ）だったが、この名前を気に入った永井豪が、本作ヒロインの名前として採用した。

## ストーリー
Ｎ県山中にある中学と高校からなる全寮制の進学校クライム学園。東大進学率No.1のこの学園にはもう一つのNo.1があった。それは学園での犯罪発生率が全国No.1であることだ。寿々美は学園警察の責任者である父を助けるため、まぼろしパンティと名のり探偵活動を開始する。

13話以降は、まぼろしパンティの活躍で犯罪発生率が全国平均以下になったため学園警察は閉鎖され、学力向上重視の新学園長（サタンの足の爪）が派遣されてくる。生徒達の人権を無視したスパルタ教育に憤りを感じた寿々美は再びまぼろしパンティとなり学園の仲間達のために戦う。
| 話数 | サブタイトル                  | 敵キャラクター                                 | 元ネタ(作品名/作者)                                     | あらすじ | 備考 |
| ---- | ----------------------------- | ---------------------------------------------- | ------------------------------------------------------- | --- | --- |
| 1話  | 美女探偵登場の巻              | 香川太郎（ドカ弁）                             | ドカベン/水島新司                                       | 便所という密室で大量の便に埋もれて死ぬという殺人事件が行われた。寿々美はまぼろしパンティと名乗って探偵活動を開始する。これだけの大量の便を出すからにはそれだけ大食いの人物に違いないと思った寿々美は大盛りのドカ弁を常食する香川太郎をドカ弁＝ドカ便と推理する。 | 巻頭カラー/1話限定のコスチューム＆武器 |
| 2話  | パンティースリ あらわるの巻   | 蛇口三平                                       | 釣りキチ三平/矢口高雄                                   | 白昼堂々女子生徒のパンティが掏られる事件が発生。スリは現行犯逮捕が原則のため寿々美はまぼろしパンティとなって自ら囮捜査に乗り出す。だが犯人の手口は巧妙で2度にわたってパンティを掏られる辱めを受ける。しかし2度の敗北から犯人の手口を見切ったまぼろしパンティは秘策を持って三度目の正直の対決に挑む。 | 早くも初敗北/Y字バランス/ボディペイントパンティ |
| 3話  | 奇怪!連続美女ハリツケ事件の巻 | 阿呆田馬鹿道                                   | 嗚呼!!花の応援団/どおくまん                             | 試合に負けた女子運動部のキャプテンが全裸にされて晒し者にされるという連続事件が発生。まぼろしパンティは次の標的は今日試合に負けた原立徳子だと推理して張り込む。予想通り犯人は現れ、女子応援団長の阿呆田馬鹿道と判明した。しかし逆ギレして暴れまくる阿呆田は手に負えず学園警察に丸投げするのであった。 | 女子生徒たちの全裸磔/学園警察の唯一の活躍シーン |
| 4話  | リンチにかけろの巻            | 高根理宇次/刀崎純/蚊取泥松/支那虎二葉/皮井竹四 | リングにかけろ/車田正美                                 | クライム学園の女教師、車正美が訳の分からない言葉を叫びながら殴られるというリンチにかけられる。同じように試合中に分けの分からない必殺技名を叫びながら負けるボクシング部が怪しいと推理した寿々美は自ら囮捜査に赴く。予想通り犯人はボクシング部部員だったが彼らはもはや特訓が目的ではなく自分たちのサディズムを満たすための集団だった。恐怖にかられ逃走するまぼろしだったが自らパンティを脱いで投げつけると同士討ちを始めるのだった。 | 車先生の三角木馬責め/ハリケーンボルトに対する相手ボクサーの的確なツッコミ＆攻略法 |
| 5話  | 誘かい受験の巻                | 東大通乱/田分                                  | 東大一直線/小林よしのり                                 | まぼろしパンティの活躍で久々に休暇が取れた藤警部は家の掃除をしていると寿々美の部屋からまぼろしパンティのマスクパンティを発見し、まぼろしパンティの正体が娘だと気づく。一方東大志望の浪人生・東大通乱は自分が落ちたクライム学園の藤寿々美を誘拐して脅迫する。学園警察はまぼろしパンティに頼り切っているがそのまぼろしパンティ＝藤寿々美が誘拐されている。学園警察も当てにならない藤警部は自らがまぼろしパンティに変身。犯人二人組はショックでぶっ倒れ逮捕に成功した。 | 捕らわれた寿々美が緊縛される/藤警部のまぼろしパンティコスチューム |
| 6話  | ブサイクジャック登場の巻      | ブサイクジャック                               | ブラック・ジャック/手塚治虫                             | 学園の女子生徒がビニ本のモデルになるという事件が発生。しかし女子生徒たちはモデルになった記憶が無いと言う。ビニ本のモデルになった3人はいずれもブサイクジャックの精密検査を受けており寿々美は自ら身体検査を受けに行く。ブサイクジャックは催眠術でポーズを取らせ撮影後は記憶が消える催眠をかけていたのだ。しかし寿々美はどうにかして催眠術を破りまぼろしパンティに変身する。しかしブサイクジャックの話術に乗せられてノリノリでセクシーポーズをとってしまい写真を撮影されてしまう。我に返ったまぼろしはブサイクジャックは逮捕したがまぼろしパンティの写真集「まぼろし少女」は発売されてしまうのであった。 | ノリノリでセクシーポーズをとるまぼろしパンティ/結局発売された写真集「まぼろし少女」 |
| 7話  | ワキ刑事のうらみの巻          | おまわり刑事（ワキ刑事）                       | がきデカ/山上たつひこ                                   | おまわり刑事（通称ワキ刑事）はまぼろしパンティに嫉妬。正体を暴こうと女子生徒たちを襲い、拷問する。寿々美は自ら囮捜査を始めワキ刑事が犯人だと突き止めるがワキ刑事の変態的な技に翻弄され、ついにマスクを剥ぎ取られ正体を暴かれてしまう。しかし寿々美はワキ刑事をうまいこと乗せて八丈島のきょんに変身させ「人間は殺せないけど動物なら殺せる」という謎理論で射殺。まぼろしパンティの秘密を守り通すのであった。 | 拷問される少女たち/マスクを剥がされるまぼろしパンティ |
| 8話  | いやらしいすもう部の巻        | 油酢利松太郎/中田                              | のたり松太郎/ちばてつや                                 | 寿々美のクラスメート・波ゆかりは相撲部の練習を見物していたらむりやり土俵に登らされヌード相撲をとらされる。体力では敵わない寿々美は一計を案じ相撲部員たちを横綱のいる場所に誘導する。横綱・西の湖は相撲道を汚す部員たちを制裁するのであった。 | クラスメートに行われるセクハラ相撲 |
| 9話  | とんだカッパライの巻          | 田城幽介/墓葉圭                                | 翔んだカップル/柳沢きみお                               | 女子寮に現金には全く手を触れず食料品や生活用品、家具だけを盗むという盗難事件が発生。同時期に女子寮には交際を禁じられて裏山の沼に入水心中した「死ンダカップル」が幽霊となって現れるという騒ぎがあった。その正体は死を偽装し学園の寮の屋根裏に隠れ住み屋根裏から降りてきて食料の調達や入浴していた寮生からの盗品で暮らしていた田城幽介と墓葉圭の「死ンダカップル」だった。正体と消失のトリックをまぼろしに暴かれたふたりはまぼろしに襲いかかるが長い屋根裏ぐらしで体力が衰えており取り押さえられるのであった。 | マスクパンティ1枚のみで全裸のまぼろしパンティ/それに気づかず警備員に見られ股間を隠して恥ずかしがるまぼろしパンティ |
| 10話 | パクリロ!の巻                 | パクリロ（マリーネ・ド・パクリロ8世）          | パタリロ!/魔夜峰央                                      | 世界一のダイヤモンド産地、マリーネ王国から王子が留学生としてやってきた。時を同じくして給食室から巨大ゴキブリが千人前の料理を食い尽くすという怪事件が起こっていた。その正体は巨大ゴキブリに扮して給食のつまみ食いをしていたパクリロ王子で最初の接触で正体を見破ったまぼろしパンティが仕掛けた巨大ゴキブリホイホイにゴキブリの習性まで身に染み付いてしまったパクリロは引き寄せられ捕獲されてしまうのだった。 | 表紙の宝石を散りばめたコスチューム |
| 11話 | バスケの星 覚醒の巻           | 坂本覚醒                                       | ダッシュ勝平/六田登                                     | 学園内に覚醒剤が流入。同時に銅像や大理石の石碑が盗まれるという事件が発生。覚醒剤購入のための資金稼ぎと推理した寿々美は捜査を始める。犯人はバスケ部の坂本だった。なぜバスケ部のスターが覚醒剤に手を出したのかと問うまぼろしに坂本は「覚醒剤を打つようになってからスターになった」と答える。尾行中で着替える暇がなくセーラー服にマスクを被っただけのまぼろしはいまいち調子が出ず坂本の秘技に翻弄され「秘技 猫まねき」で体の自由を奪われパンティを剥ぎ取られそうになるがそこで坂本の薬が切れて逆転した。 | いつもと違い簡易変身のためマスクの下はセーラー服の完全着衣まぼろしパンティ/いつものスタイルと違うじゃないかと覚醒に剥がされるが自分で脱ぐのと脱がされるのでは違うとうずくまって恥ずかしがるまぼろしパンティ/覚醒の秘技でパンティを脱がされそうになる/坂本のパーティーにアラレちゃんらしきモブキャラ |
| 12話 | パンツ対パンティの巻          | 富貴正                                         | ジキル博士とハイド氏/ロバート・ルイス・スティーヴンソン | 学園に謎の痴漢、まぼろしパンツが現れる。しかし被害者の女子生徒は恥ずかしがって何があったか言おうとしない。寿々美は自分の名前を騙っての犯行だと推理していたがその名前の由来は「淫技・まぼろしダンス」という縦に切れ目を入れたトランクスが腰を振ることで消えたようになり性器を見せつけるという露出プレイだった。失神寸前に追い込まれ敗北したまぼろしパンティだがリターンマッチでは自分も同様の縦に切れ目を入れたパンティの「まぼろし返し」で対抗。互いに「まぼろし」対決になるが激しい腰振りダンスの応酬の結果まぼろしパンツは腰を痛めてしまいまぼろしパンティが勝利する。 | 敵の淫技・まぼろしダンスに半ば失神KO負け/まぼろしダンスに対抗するには同じまぼろしダンスしかないのかとうずくまって恥ずかしがる寿々美/まぼろしダンス(チラ見せダンス)対決 |
| 13話 | 怪物がきたの巻                | サタンの足の爪                                 | 月光仮面/川内康範                                       | まぼろしパンティの活躍で犯罪発生率が全国平均以下になったため学園警察は閉鎖され、学力向上重視の新学園長（サタンの足の爪）が派遣されてくる。生徒達の人権を無視したスパルタ教育に憤りを感じた寿々美は再びまぼろしパンティとなり学園の仲間達のために戦う。 | ゲストキャラ・河合つかさに対するセクハラ |
| 14話 | 謎のランジェリーマスクの巻    | サタンの足の爪                                 | 月光仮面/川内康範                                       | ランジェリーマスクと名乗る謎の痴女が男子生徒やしおき教師を襲う。しかしサタンの足の爪は学園に逆らう様子もないと見て放置。それよりも劣等生への罰を強化するほうが先決として尻の部分をくり抜いてマジックで「バカ」と書く罰を考案する。正義感の強い柳生は職員室に忍び込んで特殊インク消しを盗み出そうとする。しかしそれはまぼろしパンティを捕らえるための罠だった。本命とは違うこそ泥が引っかかってしまったが学園に歯向かう者という点は一致しているため正体を暴こうとするがそこに例の痴女・ランジェリーマスクが現れる。ランジェリーマスクの正体はまぼろしパンティで数々の痴女行為に見えたものは実は新必殺技を編み出すための特訓だったのだ。特訓で身につけた新必殺技を次々と披露し、しおき教師を倒したまぼろしパンティは颯爽と去っていった。 | 柳生つとむ初登場/ランジェリーマスクの痴女ぶり/セクシーな新必殺技 |
| 15話 | 第三の性をもつ怪物!!の巻      | 枢斬暗屯子男                                   | 激!!極虎一家/宮下あきら                                 | しおき教師に連れて行かれた生徒が入院してしまった。ショックで寝込んだ生徒が他にも10数人もいることからなにかあると気づいた寿々美は調査を始める。地下室には対まぼろしパンティ用に育成していた「第三の性をもつ怪物」がいた。欲望発散のための「エサ」となる生徒の供給をしていたしおき教師をまぼろしパンティが倒したために暴れだす。バットによる物理攻撃もまぼろしパンティのお色気殺法も一切効かない強敵だったが学園長が余計なことをしてしまい辛くも逃れきった。 | まぼろしパンティのセクシーポーズ/パンティを引きちぎられる/お色気殺法最後の手段・おっぴろげI字バランス |
| 16話 | 怪探偵珍太一登場!!の巻        | 珍太一耕助                                     | 金田一耕助シリーズ/横溝正史                             | まぼろしパンティの正体を暴くため名探偵珍太一が雇われる。珍太一は即座にまぼろしの正体がクライム学園の女子生徒だと看破。すでに入手したまぼろしのデータと照合するだけで探し出せるところまで迫っていた。捜査前の闇討ちも失敗し打つ手なしの寿々美は追い詰められるがまたも学園長が物証のパンティを自分の変態プレイに使うという余計なことをしてしまい物証として役に立たなくなっていた。一方珍太一も事件解決後は自分もまぼろしのパンティを履いて楽しみたかったらしく学園長とパンティの奪い合いになりまぼろしパンティの正体暴きは有耶無耶になるのであった。 | 珍太一に敗北し失神、パンティを剥ぎ取られる/寿々美が全校生徒の前でスカートとパンティをずり降ろされて下半身丸出しにされる。寿々美が生徒たちの面前で辱められるのはこれが最初で最後。 |
| 17話 | 名探偵危機一髪の巻            | サタンの足の爪                                 | 月光仮面/川内康範                                       | 就任以来学園の成績は上がらず、その上学園のアカハラ体質を調査すべく文部省の調査官がやってくるという。追い詰められたサタンの足の爪は落ちこぼれを収容して強制勉強させる「アウシュビッツオペレーション」を敢行する。まぼろしパンティは生徒たちを救出するべく収容所に侵入。しかしそこにはしおき教師が待ち受けていた。捕らえられてマスクを剥がされ正体を暴かれ、さらにパンティを剥がされる辱めを受ける寿々美。しかしそこに文部省の調査官・けっこう仮面が現れ形勢逆転。サタンの足の爪を倒し学園に平和が戻るのだった。 | まぼろしパンティ最大のピンチ/身動きもできない程がっちり押さえつけられマスクを剥がされる/さらにマスクパンティを剥ぎ取られ正体を暴かれる/股を大きく開かされサタンの足の爪と仕置教師たちに視姦される/絶体絶命のピンチに颯爽と現れるけっこう6姉妹/素顔＆ノーパンで戦う寿々美                            |

## 登場人物

### まぼろしパンティ
藤寿々美（ふじ すすみ）
本作品の主人公。クライム学園の女子生徒で前髪ぱっつんの黒髪ストレートヘアの正統派美少女。第2部スタート時の時点で高校生。
学園警察を設置するも一向に犯罪発生率が下がらない父親を助けるべく少女探偵まぼろしパンティとして学園の犯罪者に立ち向かう。
彼女だけは学園寮ではなく、学園から歩いて5分程度の場所にある藤警部（父親）の家から通学している。学園警察が閉鎖されてからは寿々美も一般生徒同様寮から通うことになった。細かいところによく気がつく観察眼を持っており、犯人の特定に繋がっている。
正義感が強く、自らを囮捜査に晒す勇気も持っているが1話の変身シーンで鏡に映った自分の姿をみてあわてて顔を隠す、変身していても1話、2話のパンティをとられ顔を赤らめてあわてて隠す、7話、17話で正体を暴かれたときは涙を流すなど羞恥心も強い少女である。しかしマスクで顔を隠すことによる覆面・匿名効果によってかなり大胆なこともできるようになっている。(特に後述するランジェリーマスク)
推理力が高くしおき教師から狙われたことがないところを見ると成績も優秀なようである。
藤寿々美のネーミングの由来はまぼろし探偵の変身前の名前「富士進（ふじ すすむ）」から。
まぼろしパンティ
寿々美が探偵活動を行うときの変身(変装)した姿。
寿々美は裸で戦うことを決意するが恥ずかしさからとっさに自分のパンティを被る。顔をマスクで隠せば恥ずかしく無い事に気づいた寿々美は目の部分を切って開けたマスクパンティを頭に被り、髪をポニーテールのようにサイドの穴から出す。そしてパンティ（色やデザインは回によって違う）、マフラーとグローブ、ブーツというコスチュームを身につけ、まぼろしパンティと名のる。
体が柔らかく運動神経はいいが、けっこう仮面と違って武術の心得はないため初期は相手の自滅を誘うパターンが多かった。しかし新学園長としてサタンの足の爪が赴任してからは特訓を重ね、新必殺技（オッパイベアハッグ、太ももシザース等）を編み出し、しおき教師を倒せるぐらいに格闘能力を上げている。なお、第1話のみ、サイハイブーツの大腿部にホルスターを装着し、武器としてモデルガンを改造した殺傷能力のない二丁拳銃を収めていた。
ランジェリーマスク
愛の騎士（ラブリーナイト）と名のる痴女。その正体は寿々美の第二の変装で新必殺技を編み出すためのものだった。今で言えばフォームチェンジでコスチュームはキャミソールを被ってパンティ、ブーツというスタイルである。マスクが変わると性格も変わるのか自分がそれまで履いていたパンティを柳生の前にチラつかせ誘惑するなどまるで本物の痴女のようだった。
前述のようにまぼろしパンティと違ってマフラーとグローブは装着していないが正体を表す時は早変わりのためにマフラーとグローブを装着した状態で現れた。
ランジェリーマスクとしての必殺技はジャンピング太ももアタック。オッパイベアハッグ、太ももシザーズはまぼろしパンティの必殺技としても使われた。
| 技名                       | 解説 |
| -------------------------- | --- |
| 太ももラリアート           | 最も多用されたまぼろしパンティの代表的な技。後ろ回し蹴り式レッグラリアートの要領で太股部分を相手の顔面や喉元に叩きつける。しおき教師をKOできる威力があり最終決戦においてもこの技でサタンの足の爪をKOし学園との戦いに決着を付けた。                                                                   |
| ボインチョップ             | 遠心力でバストを顔面に叩きつける。 |
| オッパイベアハッグ         | 相手の顔面をバストに挟んで締め上げる。ランジェリーマスクとしての特訓でも使用 |
| 太ももシザーズ             | 太ももで相手の頭部を締め上げる。ランジェリーマスクの時はグラウンド状態で使用、まぼろしパンティとしての初披露ではスタンド状態で使用しサタンの足の爪を絞め落とした。 |
| フライングボインアタック   | この技のみ新必殺技初披露会の14話ではなく16話で使用。フライングボディアタックの要領でバスト部分を当てる。 |
| ジャンピング太ももアタック | 股間を当てるようにジャンプして太ももで挟み込み押し倒す。ここから太ももシザーズやオッパイベアハッグにつなげる。この技のみランジェリーマスクとしての使用でまぼろしパンティとしては使用していない。(描写は省略されているがサタンの足の爪に太ももシザーズを仕掛けた時の飛びつきに使用された可能性はあり) |
| 超強力下痢止め弾           | サイハイブーツに装備された拳銃に装填されている。香川太郎のドカ便を封じるために使用。殺傷力はない。1話のみで使用。 |
| お色気殺法最後の手段       | お色気殺法もバットを使った物理的打撃も通じない枢斬暗屯子男に対してI字バランスの要領で大開脚して"見せてはいけないとこ"を見せつけるまぼろしパンティお色気殺法最大の技。マスクをしてもなお赤面するほどの羞恥心を寿々美に与えるが「第三の性をもつ怪物」枢斬暗屯子男にはまるで通じなかった。              |

### 主な登場人物
藤 警部
寿々美の父で、クライム学園に設置された学園警察の責任者。妻（寿々美の母）とは死別している。第5話でまぼろしパンティの正体が寿々美であることに気づき、誘拐された寿々美を救うため、自らまぼろしパンティに変身した。学園警察封鎖後は本庁（警視庁）に復帰。
サタンの足の爪
犯罪発生率が普通の学園以下になったため本来の進学率アップのためクライム学園の学園長に赴任する。劣等生いびりを生きがいにしている。しかし学力向上を期待されて招かれたにも関わらず逆に犯罪が横行していた頃のクライム学園より学力が低下する、枢斬暗屯子男や珍太一耕助はまぼろしも勝てないほどの強敵だったが余計なことをして足を引っ張るというのはスパルタ学園(けっこう仮面)時代から変わらずで指導力には疑問符がつく。正体はサタンの足の爪のアカ。元ネタは月光仮面の敵キャラ・サタンの爪。
柳生つとむ（やぎゅう つとむ）
寿々美の同級生で正義感の強い少年。
けっこう仮面
寿々美が裸で戦うことを決意するきっかけになったヒロイン。文部省（現：文部科学省）の調査官としてクライム学園を捜査していた。最終回で罠にかかり絶体絶命のピンチに陥ったまぼろしパンティの前にさっそうと現れる。

### ゲストキャラクター
香川太郎（かがわ　たろう）
1話に登場。野球部の万年補欠部員でレギュラーのの部員、特に正捕手の馬鹿菜（ネーミングの元ネタは若菜嘉晴）を恨んでいて殺害を企んでいた。モデルは香川伸行とドカベンの山田太郎のミックス。
蛇口三平（じゃぐち　さんぺい）
2話に登場。投釣りの名人と謳われた釣り部のキャプテンでパンティスリ事件の犯人。寿々美は被害者の女子生徒の体に残っていた薄い引っかき傷と自らスられた体験からルアーを使ってスっていることを突き止める。犯人を突き止めたまぼろしは「スレるものならスッてみなさいよ」とY字バランスのポーズで挑発。しかし腕に自信がある三平はこのポーズでもスレると意に介せずルアーを投げる。手応えを感じた三平は竿を引くがまぼろしのパンティは全く剥がれず体ごと引っ張ってしまい押し倒される。実はまぼろしパンティの"秘策"とはY字バランスではなく体に直接ボディペイントした"絶対に脱げないパンティ"だったのだ。モデルは釣りキチ三平の三平三平と作者の矢口高雄のミックス。
阿呆田馬鹿道（あほだ　ばかみち）
3話に登場。女子応援団団長。自分が応援してるにも関わらず勝てない女子運動部のキャプテンを裸にして晒し者にした。ただし、阿呆田自身が先週の気を散らすような迷惑な応援をしているのが原因なので逆恨みに程がある。正体を暴かれ化け物じみた体力で暴れまわるのを見て「こりゃかなわんわ」と学園警察に任せてしまうが学園警察の数少ない見せ場にもなった。モデルは嗚呼!!花の応援団の青田赤道。
高根理宇次
刀崎純
蚊取泥松
支那虎二葉
皮井竹四
4話に登場。漫画を読んで必殺技の名前を叫んでパンチすれば相手が吹っ飛ぶという悪影響を受けたバカなボクシング部員が連戦連敗。特訓と称してリンチにかけるがどうせなら美女の方がいいと女ばかりリンチにかけるうちに特訓よりSMプレイの方に熱が入り手段と目的が逆転するようになった。モデルはリングにかけろの日本Jr、それぞれ高嶺竜児、剣崎順、香取石松、志那虎一城、河合武士。
東大通乱（とうだい　とおらん）
5話に登場。東大に入学するため東大進学率No.1のクライム学園に入学するため寿々美を誘拐して学園を脅迫する。モデルは東大一直線の東大通。
田分（たわけ）
5話に登場。東大の共犯者で「寿々美を自由にする」という言葉を文字通り開放するという意味に取るなどかなり抜けている。モデルは東大一直線の多分田吾作。
ブサイクジャック
6話に登場。無免許の校医。本名も過去も不明で身体検査の天才。反面手術は下手で自分の顔を整形しようとしてツギハギだらけのブサイクな顔になったとの噂も。催眠術で女子生徒をビニ本のモデルにして撮影する。撮影後は催眠術を消している。モデルはブラック・ジャック。
おまわり刑事（でか）
7話に登場。通称脇役の刑事、ワキ刑事。まぼろしパンティに手柄を取られ嫉妬。正体を暴いて活動できなくしようと企み女子生徒を次々に拷問にかける。数々の変態的な技でまぼろしを翻弄し、ついにマスク剥ぎ取って正体を暴いてしまう。しかし「まぼろしパンティの正体を見たものは生かしておけない」と逆ギレした寿々美に乗せられてアフリカゾウや八丈島のきょんに変身したところをどこからともなく取り出したライフルで「人間は殺せないけど動物なら殺せる」という謎理論で射殺される。
モデルはがきデカのこまわりくん。
油酢利松太郎（ゆすり　まつたろう）
8話に登場。相撲部の部長。寿々美の親友、波ゆかりにヌード相撲を取らせて脅迫する。モデルはのたり松太郎の坂口松太郎。
中田（なかた）
8話に登場。相撲部の副部長。モデルはのたり松太郎の田中清。
波（なみ）ゆかり
8話に登場。寿々美の親友。相撲部の練習を見学していたところを因縁をつけられヌード相撲を取され写真を撮られて脅迫される。
田城幽介（たしろ　ゆうすけ）
9話に登場。1年前裏山の沼に入水心中し「死ンダカップル」と呼ばれていた。しかし実際には死を偽装し、学園の寮の屋根裏に隠れ住み寮生からの盗品で暮らしていた。日の当たらない屋根裏暮らしで体力が衰えていて珍しくまぼろしに力負けしている。モデルは翔んだカップルの田代勇介。
墓葉圭（はかば　けい）
9話に登場。田城幽介の彼女。深夜に残り湯に入っていたところを女子生徒に見つかり今回の騒動の発覚の原因になっていた。モデルは翔んだカップルの山葉圭。
マリーネ・ド・パクリロ8世
10話に登場。世界一のダイヤモンド産地として名高いマリーネ王国からの留学生。実はあまりの大食らいぶりから国王に勘当されて日本に流れてきただけだった。巨大ゴキブリに扮して給食のつまみ食いをしていたがゴキブリの習性まで身に染み付いてしまい巨大ゴキブリホイホイに引き寄せられ捕獲されてしまった。モデルはパタリロ!のパタリロ・ド・マリネール8世。
坂本覚醒（さかもと　かくせい）
11話に登場。クライム学園の弱小運動部において気を吐くバスケ部のエース。バスケ選手としては致命的な低身長ながら数々の秘技でチームを勝利に導く。しかし極端にスタミナ不足で常に途中出場で活躍するのはラスト10分だけなのに寿々美が気づいて不審に思っていた。実は初代学園長の銅像や大理石の石碑を盗んで麻薬の購入資金に当てていたのは坂本だった。坂本は覚醒剤によるいわばドーピングで数々の秘技を出していたのだ。尾行中着替える暇がなくセーラー服にマスクを被っただけのまぼろしに「いつものスタイルと違うじゃないか」と因縁をつけ、「秘技 人間カマイタチ」で服を切り裂きいつもの姿にしてしまう。むりやり裸にされて調子が出ないまぼろしパンティの自由を「秘技 猫まねき」で奪ってパンティを剥ぎ取ろうとするがそこで薬が切れて逆転負けしてしまった。モデルはダッシュ勝平の坂本勝平。
・坂本覚醒の秘技
秘技 分身の術　バスケの試合で使用。文字通り分身してパス回しやディフェンスを行う。
秘技 空中遊泳　バスケの試合で使用。ユニフォームに空気を入れて空中を浮遊し、ダンクシュートを決める。
秘技 人間カマイタチ　まぼろしパンティとの戦闘で使用。飛行機のポーズで相手の周りを旋回し、服を切り裂く。
秘技 猫まねき　まぼろしパンティとの戦闘で使用。体の自由を奪い、自由に操ることができる。
富貴正（ふうき　ただし）
12話に登場。風紀部の鬼と言われるクライム学園の風紀委員長。クライム学園一のエリートで堅物。
まぼろしパンツ
12話に登場。まぼろしパンティのように目の部分をくり抜いたパンツを被り下はトランクス一枚という痴漢。当初まぼろしパンティは自分の名前を騙っての犯行だと推理していたがその名前の由来は「淫技・まぼろしダンス」という縦に切れ目を入れたトランクスが腰を振ることで消えたようになり性器を見せつけるという露出プレイだった。失神寸前に追い込まれ敗北したまぼろしパンティだがリターンマッチでは自分も同様の縦に切れ目を入れたパンティの「まぼろし返し」で対抗する。お互いのチラリズム合戦が続くがまぼろしパンティほどの柔軟性のないまぼろしパンツの腰は腰を痛めてしまいまぼろしパンティがリターンマッチを制する。正体は風紀委員長の富貴正で風紀委員になったばかりに変なこともできずにストレスが溜まっていたと自供。まぼろしパンティもクライム学園のエリート教育の犠牲者であることには一定の同情はしていたがやってることの情けなさには呆れ返っていた。モデルはジキルとハイド。
枢斬暗屯子男（すうざん　あんとんこお）
15話に登場。対まぼろしパンティ用に育成していた「第三の性をもつ怪物」。地下牢に監禁されていたが欲望発散のための「エサ」となる生徒の供給をまぼろしパンティに阻まれ暴れだす。身長5～6メートルはある巨体のため物理攻撃も効かず、男でも女でもないためまぼろしパンティのお色気殺法が一切効かない強敵でまぼろしパンティも逃げの一手を打つしかなかった。逃走中まぼろしパンティに押し付けられたサタンの足の爪は脱出しようと鞭で暗屯子男を打つがそれがきっかけでMに目覚めてしまう。モデルは激!!極虎一家の枢斬暗屯子だが右半身は男、左半身は女というデザインは自作のマジンガーZのあしゅら男爵の意匠も入っている。
珍太一耕助（ちんたいち　こうすけ）
16話に登場。まぼろしパンティの正体を暴くため学園長が雇った名探偵。消去法からまぼろしパンティの正体はクライム学園の女子生徒だと即座に絞り込む。すでにまぼろしパンティの体の特徴を太珍レーダーに覚えこませておりあとは生徒を集めて首実検するだけというところまで追い込まれたまぼろしパンティは捜査前に闇討ちしようとするが太珍レーダーのもう一つの能力、太珍大回転ウェーブで失神KOしパンティを剥がす。続いてマスクも剥がそうとするが柳生に突き飛ばされまぼろしには逃げられてしまう。逃げられたとはいえまぼろしパンティの「パンティ」という物証を得て首実検に挑む。レーダーは確実に寿々美を示しあとは物証のパンティを履かせるだけだったが学園長に預けておいた肝心の物証が学園長が「まぼろしのパンティを履いているパンティをそのまま履く」という変態プレイのため伸び切っており物証として役に立たなくなっていた。一方で珍太一にも同じ願望があり二人でパンティを取り合ううちにまぼろしパンティの正体暴きはウヤムヤになってしまった。モデルは金田一耕助。
・珍太一耕助の特殊能力
太珍レーダー 股間にあるパラボラアンテナのようなもので対象の体の特徴を覚え込ませることができる。ほぼ裸であるまぼろしパンティに対しては特に有効。
太珍大回転ウェーブ 太珍レーダーのもう一つの能力。太珍レーダーを回転させ催眠音波を放射する。まぼろしに与える羞恥心と催眠音波による威力はまぼろしダンスの比ではなくまぼろしパンティを失神KOさせてしまう。
- 登場人物の中には実在の人物をネーミングの元ネタにしたものもいる

第1話 馬鹿菜捕手（若菜嘉晴）
第1話 香川太郎（香川伸行）
第3話 原立徳子（原辰徳）
第4話 車正美（車田正美）
第8話 西の湖（北の湖）
第13話 河合つかさ（河合奈保子と伊藤つかさのミックス）

## 用語
クライム学園
Ｎ県山中にある中学と高校からなる創立明治15年の伝統ある全寮制の進学校で東大進学率No.1。
しかしこの学園はエリート教育のストレスからか犯罪発生率が全国No.1と言う負の一面もあり窃盗や痴漢どころか殺人や麻薬まで横行するほどだが奇跡的に売春だけはない。そのため学園内に学園警察があるほど。
反面スポーツ関係の部活は弱く唯一バスケ部だけが強い。
しおき教師
前作、けっこう仮面のスパルタ学園時代からのサタンの足の爪子飼いの部下。落ちこぼれ生徒に対する懲罰が主な仕事。
しかし単独でけっこう仮面とそこそこ戦えた前作と違って質が落ちているようで基本的に弱い者いじめ程度の力しかなく単独ではまぼろしパンティには敵わない。
アウシュビッツオペレーション
学園長の最終作戦。落ちこぼれを収容して強制勉強させる制度。しかしその真の目的はまぼろしパンティを捕らえ、正体を暴くことである。まぼろしパンティを罠に誘い込み、捕らえて正体を暴くという作戦は学園長初赴任の13話でも行われていて長期的な作戦だったことが窺える。

## 客演・スターシステム
永井豪本人の作品では藤寿々美＝まぼろしパンティとしてのゲスト出演はなくキャラクターデザインの流用としてのスターシステムのみである。
鉄戦士ムサシ - ユリカ姫
ユリカ姫が地球人に変身した時の姿がほぼ寿々美と同じ。違いは耳が隠れているところだがコマによっては耳が露出しているコマがありそちらは完全に寿々美そのもの。
超少女UFO - 友訪マリア
ラストシーンでプレゼントされたロボットのマリア。キャラクターデザインは寿々美そのもので違いは制服がブレザーであること。
ゴッドマジンガー - アイラ・ムー
大人になった寿々美という感じのデザイン。
永井以外の作家による作品
こちらはいずれもまぼろしパンティとして登場
- 真マジンガーZERO - Dr.ヘル軍団に挑むレジスタンスの一人として登場。
- Dororonえん魔くん メ〜ラめら - 作中のメンコの絵柄として登場。

## 単行本
- 高円寺博（原作）・永井豪（作画） 『まぼろしパンティ』 集英社〈ジャンプコミックス〉、全3巻
  1. 1982年3月15日発行、ISBN 4088511115
  2. 1982年7月15日発行、ISBN 4088511123
  3. 1982年10月15日発行、ISBN 4088511131

- 高円寺博（原作）・永井豪（作画） 『まぼろしパンティ』 笠倉出版社〈カルトコミックス〉、全1巻
  1. 2002年1月15日発行（2001年12月発売）、ISBN 4773006447

ジャンプコミックス第3巻、及び、カルトコミックスの巻末には、「スーパーにゃん」（講談社の『コミックボンボン』に掲載された作品。全3話）を収録。
- 2003年に出たリイド社の永井豪選集に一部が収録されている。
  - 「永井豪エッチまんがセレクション」 - 3話と4話。
  - 「永井豪エッチまんがセレクション ゼット」 - 14話と17話。

## 派生作品

### オリジナルビデオ
美少女探偵 まぼろしパンティ （1991年）
原作とはコスチューム、設定、ストーリーともに異なっており、完全な別物である。
- 製作：マクザム
- 監督：長嶺高文
- 脚本：岡崎由紀子
- キャスト
  - まぼろしパンティ：香取みゆき
  - 中条ミサ
  - 華井すずみ
  - 電撃ネットワーク

まぼろしパンティVSへんちんポコイダー （2004年）
美少女探偵 まぼろしパンティとは異なり、設定やコスチュームは原作に忠実なデザインになっている。ストーリーは原作の各エピソードを再編した構成になっており、ゲストとして別作品のキャラクター・へんちんポコイダーが登場する。
- 製作：TMC
- 監督：河崎実
- 脚本：右田昌万、河崎実
- キャスト
  - まぼろしパンティ/藤寿々美：小森未来
  - へんちんポコイダー/変珍太：なべやかん
  - まぼろしパンツ：正岡邦夫
  - 松歌亜代:風野舞子
  - サタンの足の爪：あご勇
  - 北川絵美
  - 三葉あい
  - 佐久間百合子
  - レイパー佐藤
  - カバキツトム
  - 越康広
  - 笹川大輔
  - きくち英一
  - 永井豪(特別出演)

### CD
まぼろしパンティVSへんちんポコイダー ソングトラックス （2004年）
同名のオリジナルビデオ作品のテーマソングを収録。
- 発売：ビー!スマイル BSCH-30022
- 歌：なべやかん、GO

「まぼろしパンティの歌」の歌詞は、原作漫画の劇中で流れるものに準拠している。